# Business ecologico
Il business ecologico (o eco-business) è un'attività del sistema economico che propone strategie da adottare in campo ambientale per la salvaguardia dell'ambiente.
L'eco-business è anche inteso come "affare ambientale" e punta al risparmio delle risorse energetiche, grazie alla realizzazione di nuove tecnologie che generano quella che viene definita energia pulita.
Nello specifico, tale business è un modo per ricavare un certo profitto attraverso il commercio di prodotti verdi e per questo è messo in rapporto all'ecologia.
Intercorre, infatti, una forte relazione tra l'ambiente e le attività economiche e il business ecologico si occupa delle relazioni uomo-ambiente, ritenendo che tra le due entità ci debba essere un rapporto di sintonia.

## Idee e obiettivi
L'idea dell'eco-business si contrappone, in parte, al pensiero dell'economia classica e ritiene che l'attività economica sia parte della natura.
Ha come principale idea quella di considerare l'economia umana come parte integrante e fondamentale della natura e ritiene che tutti i processi economici siano naturali (biologici), fisici e chimici.
Secondo questa idea, la società è intesa come un organismo che si basa su scambi di energia e materia.
Però per effettuare questi scambi ha bisogno di spazio nella geo-biosfera della terra e, in riferimento al sistema economico in generale, prevede che ad un maggiore spazio per l'economia umana corrisponda un maggiore rischio per la vita sulla Terra.
Il business ecologico ha l'obiettivo di:
- ridurre gli impatti ambientali (come la riduzione dell'emissione di CO2 nell'ambiente, con conseguente negoziazione dei diritti di emissione di CO2);
- difendere l'ambiente, prevenire e risolvere i problemi in campo ecologico;
- sostituire le energie ad alto tasso d'inquinamento e produrre energia da fonti rinnovabili;
- diffondere e promuovere pratiche sostenibili;
- mettere in commercio prodotti e servizi ecologici in campo aziendale, sociale, ed economico;
- espandere l'uso di biocarburanti per evitare di dipendere in futuro dalla riserva di olio dell'OPEC (Organizzazione dei Paesi esportatori di petrolio);
- favorire l'adozione di criteri ambientali e interventi politici appropriati.

Grazie a questi obiettivi l'eco-business aspira ad una buona crescita economica e al contempo previene gli effetti negativi sull'ambiente provocati dalle altre attività economiche.
Tiene in considerazione il fatto che possa esserci un possibile cambiamento e che si possa avere un maggiore controllo sulle risorse naturali, in modo tale che vengano usate nella giusta misura.
I suoi progetti si rivolgono, in particolare, agli enti governativi e viene posta l'attenzione sulla responsabilità politica, affinché le istituzioni si preoccupino di tutelare al meglio l'ambiente. 
Realizza, così, progetti per le società multinazionali in direzione di standard operativi globali per raggiungere uno sviluppo sostenibile tramite la cooperazione tecnologica.
Interesse principale è la costruzione di un sistema sociale ed economico basato sul risparmio delle risorse naturali e di un piano economico che contenga un insieme di normative di gestione e prevenzione, per non incorrere in gravi conseguenze.
L'attività di business ecologico presenta un modo nuovo di guardare al concetto di sviluppo e cerca anche di ridefinire nuovi valori e puntare a una nuova società.
Prevede di organizzare una società basata su criteri di sostenibilità ambientale e lavora per la costruzione di politiche ambientali e sistemi di gestione, prestando attenzione all'uso delle materie prime e alle attività di ripristino.
In base a queste idee ha avviato un sistema che consente alla popolazione di acquisire una maggiore consapevolezza del valore dell'ambiente, mirando all'aumento dei cittadini eco-sensibili che effettuano acquisti verdi.

## Oggetto di studi e opportunità
L'eco business si incentra sullo studio e la pianificazione dei sistemi di uno Stato, della pubblica amministrazione e degli enti locali, tanto che già molte città stanno rivisitando le strutture urbanistiche a favore dell'ambiente.
Il suo studio si basa su:
- questioni economiche e metodi di risoluzione, attraverso la valutazione di costi e benefici;
- sviluppo, risparmio economico e criteri di investimento;
- adozione di strategie che agiscano sull'intero sistema socio-economico.

Questa attività economica ha mostrato, grazie ai suoi studi, i limiti delle risorse, il loro progressivo esaurirsi e l'uso spropositato che se ne fa e oggi inizia ad esser un'attività d'impresa redditizia che:
- tiene conto degli orientamenti legislativi;
- si concentra sulle giuste metodologie da adottare;
- punta su tecnologie facilmente accessibili che offrono convenienti benefici riguardo ai costi.

Riguardo alle opportunità, invece, molte attività per la salvaguardia dell'ambiente sono già state proposte e verranno attuate e, in particolare, hanno oggi assunto grande importanza sul mercato le energie rinnovabili.
Tra le proposte in parte realizzate, è possibile prendere come esempio quello che è stato fatto e che sarà realizzato in California dove nel 2010 circa il 20 % dell'energia elettrica proveniva da fonti rinnovabili e entro il 2020 sarà del 33%.
Inoltre, alcune organizzazioni hanno stabilito che gran parte del carburante, utilizzato per i trasporti globali, sarà sostituito da biocarburanti entro il 2030, ma le maggiori opportunità create sono rivolte soprattutto agli imprenditori e alle aziende che devono essere i primi a preoccuparsi di ecologia e ad investire per avere un cambiamento.
Per far sì che le condizioni ambientali migliorino, i governi hanno favorito questo settore economico e stanno iniziando a sostenerlo.
Andando verso questa strada, si tiene conto del fatto che i capitalisti possano impegnarsi ad investire il loro denaro in fonti rinnovabili come energia solare, eolica e biocarburanti, considerato che chi investe, oltre che operare per qualcosa di utile, riceve anche profitti.
L'eco business assiste, così, al crescente uso dell'energia solare e alla nascita di innovazioni tecniche che permettono di avere una buona efficienza e prezzi di utilizzo molto convenienti.
In questo modo Eco-imprenditori hanno dato il via ad un'economia più competitiva sulla direzione ecologica e il denaro, piuttosto che essere investito per la costruzioni di nuove centrali elettriche, è utilizzato per impianti ecologici.
Proprio per questo motivo, si è per esempio intensificato il mercato dei pannelli solari fotovoltaici da montare sui tetti delle abitazioni e altra forma di energia verde che sta crescendo rapidamente è quella eolica, sfruttabile grazie all'installazione di turbine eoliche di grandi e piccole dimensioni che offrono l'energia necessaria per le città, le case e le imprese.

## Percorso evolutivo e ricerche
Gran parte delle ricerche e degli studi si basano sul legame tra economia e ambiente e sulla gravità degli impatti negativi causati dalla produzione industriale e dal vivere quotidiano.
A questo proposito, è anche emersa la questione sugli stili di vita, poiché comportamenti negativi hanno portato ad un conseguente impoverimento delle risorse.
Proprio per questi motivi, quindi, i ricercatori, dopo aver valutato che l'economia era diventata una minaccia per la natura e per gli esseri umani, si sono riuniti per porre dei limiti alla crescita materiale dell'economia e delineare i margini di consumo energetico.
Le ricerche che vengono effettuate sono finalizzate a trovare possibili soluzioni per sensibilizzare le popolazioni, affinché considerino il paesaggio e l'ambiente come un bene comune.
Dopo la crisi energetica del 1973, molti ricercatori, dopo aver valutato che l'energia iniziava a scarseggiare, hanno iniziato a mettere a punto idee per un consumo moderato di energia, ma soprattutto hanno diffuso l'idea di un comportamento incentrato sul risparmio.
I ricercatori si sono concentrati sulle risorse energetiche e, in particolare, sulla pianificazione energetica e su quali potevano essere le possibili tecniche per il risparmio.
Gli studi ambientali si sono concentrati sulla produzione, poiché era il tipo di problema ambientale che già da tempo i politici e gli amministratori avevano cercato di risolvere, ma con scarsi risultati.
Questi studi, quindi, si sono dimostrati importanti perché hanno in parte portato alla realizzazione di metodi di produzione meno dannosi.
Nel 1979, anno della seconda crisi petrolifera, molti ricercatori, ma anche ingegneri e scienziati sociali, sono stati coinvolti per portare una svolta, ed è emersa una nuova cooperazione che, verso la fine del 1980 e primi anni del 1990, ha visto decollare l'interesse economico-ambientale. 
Questo sempre più crescente interesse dei consumi, in relazione all'ambiente, portò verso una modernizzazione ecologica, poiché si stava diffondendo sempre più la visione che l'interesse per l'ecologia non entrava in conflitto con la crescita economica, anzi, al contrario, i problemi ambientali avrebbero danneggiato le basi utili alla produzione.
Verso la fine del 1980, il business ecologico è stato istituzionalizzato ed è stata sollevata ancora di più la questione del consumo e da qui in poi sono nate le prime idee di base.
Oggi il business ecologico, rispetto al XIX secolo, ha acquisito, grazie al suo percorso, una maggiore importanza ed è anche seguito da altri settori ambientali, come per esempio l'ecologia industriale o l'economia verde.
Il convergere di diversi punti di vista ha così incrementato le ricerche verso una prospettiva di sostenibilità e ne è derivato un settore in cui la collaborazione si è rivelata utile al fine di creare stili di vita adeguati.

## Ecologia ed economia nell'impresa
L'Eco-business opera soprattutto in campo aziendale e cerca di dare supporto alle imprese attente alla gestione ambientale.
Le iniziative imprenditoriali prevedono che si vada per livelli e le fasi principali sono:
1. indagini e ricerche;
2. proposte e promozione di prodotti sostenibili;
3. commercializzazione dei prodotti;

Le aziende, in particolare, devono tendere ad elevare la loro competitività, ma devono renderla più solida prestando attenzione all'ecologicità dei prodotti da spedire sul mercato.
Si tratta di ecologia aziendale e l'intenzione è quella di trasmettere le giuste informazioni e potenziare il dialogo tra aziende e consumatori i quali possono, così, sostenere l'agire dell'azienda.
Le imprese, oltre che occuparsi della commercializzazione di prodotti verdi, devono per prima cosa preoccuparsi della gestione interna dell'azienda e cioè che sia adeguata alle politiche e alle normative ambientali.
Infatti, le industrie sono le prime che consumano quantità energetiche abbastanza elevate poiché dispongono di numerosi sistemi di illuminazione, di condizionamento dell'aria e riscaldamento e spesso emettono nell'ambiente sostanze tossiche.
Per andare incontro a questa nuova economia, sono oggi realizzati edifici nel rispetto delle norme e con tecnologie che hanno l'obiettivo di mantenere le condizioni di risparmio create, anche se questo modo ecologico di gestione richiede sostanziosi investimenti.
Spesso, infatti, il processo di sviluppo dell'eco-business è più lento perché mancano (o sono insufficienti) i sostegni economici da parte degli enti governativi.
I miglioramenti ambientali possono però essere raggiunti dai consumatori che, grazie all'informazione ambientale e scegliendo prodotti ecologici, potrebbero dare il loro contributo.
La loro collaborazione permette al sistema imprenditoriale di poter investire in innovazioni tecnologiche, ricerca e sviluppo.
La ricerca, applicata al consumo sostenibile, tende così ad incoraggiare le prospettive e le possibilità di finanziamento e, al contempo, consente di trarre i profitti necessari per continuare a puntare sull'ecologia.

### Rapporto azienda-consumatore
Il rapporto tra aziende e consumatori permette di modificare i modelli di consumo, ma la questione su come possano essere cambiati è ancora aperta. Altri tipi di settori economici, come la psicologia economica ed ambientale, studiano la relazione tra questi due soggetti e tengono conto della psicologia del consumatore e del suo comportamento.
Questo ambito di ricerca distingue i diversi gruppi sociali e gli stili di vita per stabilire le giuste soluzioni da adattare alle varie categorie di consumatori.
Anche il business ecologico prende in considerazione alcuni di questi aspetti e pone particolare attenzione alle scelte dei consumatori, cioè ai loro acquisti.
Si tratta di far scegliere beni di consumo più rispettosi dell'ambiente tramite la promozione, da parte delle aziende, di particolari prodotti.
Queste scelte sono spesso accompagnate da servizi, per la maggior parte indirizzati al riciclo, e sono offerti per potenziare i comportamenti ecologici e aumentare il numero di cittadini eco-sensibili.
Il problema è in che modo poter incoraggiare i consumatori a fare scelte ecologicamente corrette, ma le organizzazioni ambientali stanno provvedendo ad eliminare il problema tramite campagne d'informazione.

### Informazione ambientale
L'informazione è fondamentale per la crescita del business ecologico ed è utile per rendere concrete le idee che propone.
L'informazione ambientale racchiude un insieme di dritte per i consumatori e per le aziende, è un tipo di comunicazione utile a sensibilizzare e ad ottenere una partecipazione notevole.
Il Programma delle Nazioni Unite per l'ambiente (UNEP), per esempio, è una tra le organizzazioni che opera per sostenere e potenziare l'informazione ambientale nelle aziende e riesce a farlo grazie anche all'appoggio di altre organizzazioni internazionali.
Questa collaborazione vuole gettare le basi per lo sviluppo ecologico iniziando dalla comunicazione e già molte organizzazioni hanno dato il via a campagne di sensibilizzazione e forniscono materiali d'informazione per coloro che sono interessati.
Progetti per la gestione globale sono promossi da diverse istituzioni e sono anche realizzate conferenze che trattano del tema economico in relazione alla gestione e al ripristino dell'ecosistema.

## Progetti sociali
Il business ecologico affronta il problema ambientale tramite la promozione di progetti sociali ed inizia a farlo analizzando per prima cosa le eventuali soluzioni.
Il suo piano di sviluppo lancia iniziative pubbliche e private e, spesso, i risultati positivi ottenuti sono anche frutto dell'operato dei responsabili di governo e delle decisioni aziendali in materia di gestione.
Le iniziative pubbliche optano a comportamenti più sostenibili e obiettivo primario è quello di incentivare l'uso delle risorse rinnovabili e cambiare i modelli di consumo.
I principali progetti dell'eco business riguardano:
- il risparmio energetico negli edifici;
- mobilità nelle città;
- fonti alternative;
- riciclo.

Negli ultimi anni, quest'economia sta ricevendo un forte contributo da parte di molti ricercatori che stanno trovando modi interessanti per risolvere il problema della grande quantità di rifiuti che vengono gettati nell'ambiente.
Per esempio stanno anche trovando un modo per utilizzare i microbi in modo da trasformare l'acqua dei rifiuti in energia elettrica.
I temi principali rispetto ai quali i progetti sociali tendono a svilupparsi sono:
- sperimentazione e studio di tecnologie prototipiche;
- proposta di servizi efficienti per lo smaltimento dei rifiuti;
- consolidamento della collaborazione tecnologica;
- trattamento dei rifiuti;
- riutilizzo dei prodotti;
- neutralizzazione delle sostanze chimiche tossiche.

### Business di riutilizzo dei prodotti
È un tema legato al business ecologico, è un meccanismo in espansione caratterizzato dalla nascita di negozi dell'usato e del baratto, soprattutto nel campo del riciclo dei prodotti.
Questo tipo di business sfrutta l'innovazione tecnologica e riesce a trarre profitti tenendo conto dei bisogni di un determinato territorio, tanto che sono state messe in moto attività che hanno risolto il problema dei rifiuti.

### Eco-punto
L'eco-punto è uno dei tanti progetti avviati che coniuga ecologia e business.
Si tratta di negozi che acquistano materiali che possono essere riutilizzati e che poi sono rivenduti alle cooperative che si occupano dello smaltimento di rifiuti.
Il primo negozio di questo tipo è nato in Canada e ora l'idea di poter trarre guadagno dai rifiuti e poter dare di nuovo vita a quello che sembrava irrecuperabile, sta favorendo la crescita di questi punti vendita in altre parti del mondo.
Queste attività possono mostrarsi convenienti per l'ambiente, ma anche abbastanza redditizie per chi si impegna a iniziarle.
Questi eco- punti, però, devono rispettare norme ben precise e devono avere un buon piano di sostenibilità che poi sarà valutato da alcune società, dagli enti governativi o dalle istituzioni ambientali universalmente riconosciute.
Dopo le necessarie verifiche questi negozi ottengono l'autorizzazione e viene deciso come e con quali consorzi potranno cooperare e spesso vengono collocati in zone strategiche, in modo tale che la gente sia attirata.

#### Eco-punti in Italia
In Italia le associazioni dei consumatori hanno accettato questa iniziativa e sono così partite idee di business ecologico e il primo eco-punto è stato aperto in Sicilia nel comune di Niscemi (CL).
Questi negozi comprano materiale riciclabile (plastica, carta, alluminio, ferro) da privati e poi rivendono quello che è stato raccolto al CONAI (Consorzio Nazionale Imballaggi) che manda i materiali nei loro centri di smaltimento.
Il funzionamento di questo sistema prevede che ogni cittadino possa vendere i materiali di scarto delle raccolta differenziata e barattarli con beni di consumo che gli stessi negozi offrono.
In questo modo, i rifiuti domestici sono valutati in base al loro peso e ogni cittadino riceve anche dei punti che potrà raccogliere nel corso dei suoi scambi.
I punti sono regalati in base alla quantità e al tipo di rifiuto che viene portato nell'eco- punto.
Per esempio:
- 100 g di carta, cartone o ferro = 1 punto
- 100 g di plastica = 3 punti
- 100 g di alluminio o lattine = 5 punti

Non appena viene raccolto un preciso numero di punti il cliente può scegliere se ricevere beni di prima necessità come pasta, riso e legumi, oppure ricevere denaro.
Questo progetto permette di avere un maggiore controllo sui rifiuti domestici ed è un'alternativa utile per le famiglie e per diffondere l'idea del riciclo.
Questi negozi, infatti, puntano a diffondere uno stile di vita basato sul riuso dei prodotti e risultano essere un buon metodo per favorire l'educazione all'ecologia e rendere i cittadini più responsabili, ma soprattutto fanno in modo che diminuisca il numero delle discariche e che lo smaltimento dei rifiuti sia più pratico.
L'idea è quella di aprire questi eco-punti in molte delle provincie siciliane e in gran parte della penisola.